# 凱文·麥克斯韋
凱文·弗朗西斯·赫伯特·麥克斯韋（英語：Kevin Francis Herbert Maxwell，1959年—）是一名英國企業家。1990年代，麥克斯韋被宣告無罪，罪名是與他的父親、出版大亨羅伯特·麥克斯韋的商業行為有關的金融犯罪。他曾被剝奪擔任公司董事的資格，兩次被宣布破產。他是「打擊聖戰恐怖主義」智囊團的共同創始人。

## 早年生活
凱文·麥克斯韋是法國出生的大屠殺學者伊莉莎白·麥克斯韋和捷克斯洛伐克出生的英國出版大亨羅伯特·麥克斯韋的第八個孩子。他的父親是猶太人，母親是法國胡格諾派的新教徒。凱文是九個兄弟姐妹中的一個（其中兩個在童年時去世）。這些人包括他的兄妹克莉絲汀、伊莎貝爾和伊恩以及他的妹妹格希萊恩。從1960年起，他們一家住在黑丁頓山會館，羅伯特的帕加馬出版社的辦公室也在那裡。
麥克斯韋在馬爾堡學院和牛津大學接受教育。

## 職業生涯
麥克斯韋和他的兄弟伊恩一起加入了家族的出版業。在1991年之前，他的大部分工作時間都是受僱於他的父親，包括擔任牛津聯足球俱樂部的主席一職。羅伯特·麥克斯韋以其專橫的性格而聞名，這包括對其子女的行為。曾在《每日鏡報》和《歐洲人》為羅伯特·麥克斯韋工作的編輯麥克·莫羅伊描述了他在飛往莫斯科的飛機上與凱文的一次談話，凱文在談話中詳述他對工作太忙而沒有時間見家人的不滿。
1991年，麥克斯韋的父親去世時，他正擔任麥克斯韋通訊公司和麥克米倫公司的主席。1991年11月，羅伯特·麥克斯韋被發現漂浮在加那利群島附近的海面上，離他的遊艇「吉斯蘭夫人號」很近。人們很快發現凱文和伊恩·麥克斯韋與麥克斯韋帝國存在嚴重的財務問題，特別是與鏡報集團數千名員工的養老基金有關。在他父親去世後，以及鏡報集團媒體帝國的崩潰，凱文·麥克斯韋成為英國歷史上最大的個人破產者，1992年的債務為4.065億英鎊。他後來接受審判，並在1996年被宣告因在其父親的公司中飾演的角色而產生的欺詐指控不成立。
英國法院認定永道公司在1990年代對麥克斯韋集團公司進行審計時存在嚴重錯誤，並對永道公司處以破紀錄的330萬英鎊罰款。
三年後，破產被解除，他與人合夥創辦了媒體公司Telemonde，該公司後來失敗。他為自己後來累積的債務做出了進一步的安排。2005年解除破產後，麥克斯韋進入房地產行業。他參與建立大型房地產交易，包括出售伯爵宮展覽中心和奧林匹亞展覽中心，以及購買康登鎮的馬厩市場。
2011年7月8日，由於破產管理局對位於曼徹斯特的建築公司Syncro的倒閉進行調查，麥克斯韋被取消八年的公司董事資格。
2018年9月，麥克斯韋宣布他和他的兄弟伊恩成立一個名為「打擊聖戰恐怖主義」（CoJit）的英國智囊團，目的是更好地了解恐怖主義及其原因。

## 個人生活
麥克斯韋在牛津大學就學期間與潘多拉·沃恩福德-戴維斯（Pandora Warnford-Davis）認識。他們於1984年結婚，共擁有七個孩子。2005年，他們一家住在牛津郡迪德科特附近的伊麗莎白·莫爾斯福德莊園。夫妻兩人於2007年分居，並於同年離婚。